# (7188) Yoshii
(7188) Yoshii (1992 SF1) – planetoida z grupy pasa głównego asteroid okrążająca Słońce w ciągu 3,25 lat w średniej odległości 2,19 j.a. Odkryta 23 września 1992 roku.